# Michael Cimino (attore)
Michael Cimino (Las Vegas, 10 novembre 1999) è un attore statunitense, principalmente noto per il ruolo da protagonista in Love, Victor e per il ruolo di Ethan Morales in Non ho mai....

## Biografia
Michael Cimino è nato e cresciuto a Las Vegas. Suo padre è di origini italo-tedesche, mentre sua madre è di origini portoricane.

## Filmografia

### Cinema
- Annabelle 3 (Annabelle Comes Home), regia di Gary Dauberman (2019)
- Cheerleader per sempre (Senior Year), regia di Alex Hardcastle (2022)
- Un fantasma accanto a me (Girl Haunts Boy), regia di Emily Ting (2024)
- Until Dawn - Fino all'alba (Until Dawn), regia di David F. Sandberg (2025)

### Televisione
- Training Day – serie TV, episodio 1x11 (2017)
- Walk the Prank – serie TV, episodio 2x26 (2018)
- Love, Victor – serie TV, 28 episodi (2020-2022)
- Non ho mai... (Never Have I Ever) – serie TV, 4 episodi (2023)
- How I Met Your Father – serie TV, 5 episodi (2023)
- Motorheads - serie TV, 10 episodi (2025)

## Doppiatori italiani
Nelle versioni in italiano delle opere in cui ha recitato, Michael Cimino è stato doppiato da:
- Riccardo Suarez in Annabelle 3, Love, Victor, Non ho mai..., How I Met Your Father, Un fantasma accanto a me, Until Dawn - Fino all'alba
- Federico Campaiola in Cheerleader per sempre
- Cristian Vespe in Motorheads